# McLaren MP4/1C
Chronologie des modèles (1983)
McLaren MP4/1B McLaren MP4/2
La McLaren MP4/1C (et son évolution MP4/1E) est une monoplace de Formule 1, enaggée par l'écurie britannique McLaren dans le cadre du championnat du monde de Formule 1 1983.

## Présentation
La MP4/1C fait suite aux MP4/1 et MP4/1B qui ont participé respectivement au championnat du monde de Formule 1 1981 et 1982. Elle est conçue par l'ingénieur anglais John Barnard et adopte un châssis révolutionnaire pour l'époque puisque la monocoque est en fibre de carbone et non en aluminium.
Côté pilotes, l'équipe conserve ses pilotes de l'an passé, le Britannique John Watson, vice-champion du monde 1982, et l'Autrichien Niki Lauda, champion du monde en 1975 et 1977.

## Début de saison avec la MP4/1C
Lors des premiers Grands Prix de la saison, les résultats sont convaincants : Lauda termine deuxième au Brésil après la disqualification de Keke Rosberg et, au Grand Prix suivant, Watson et Lauda terminent premier et deuxième. Watson signe un nouveau record en partant de la vingt-deuxième place pour s'imposer.
En France et à Saint-Marin, les résultats sont en demi-teinte : seuls deux points sont marqués. Lors du Grand Prix de Monaco, aucune voiture n'est qualifiée. Le responsable de ces mauvaises performances est le moteur Cosworth DFV V8 atmosphérique qui n'est plus en mesure de rivaliser avec les moteurs turbocompressés deviennent indispensables.
Ron Dennis a toutefois entamé des démarches avec Porsche grâce au financement de Techniques d'Avant Garde, propriété de Mansour Ojjeh. Porsche conçoit un V6 turbocompressé de 1,5 litre. Ce V6 à 90° en alliage d'aluminium, avec un alésage et course de 82 x 47,3 mm développe 600 chevaux, soit 75 de plus que le V8 Ford Cosworth. Le moteur Porsche est baptisé TAG Porsche.
Le dernier Grand Prix de la MP4/1C aurait dû être celui d'Europe, aux mains de l'allemand Stefan Bellof mais ce dernier a déclaré forfait.

## Voiture de test: MP4/1D
Le moteur étant prêt, Mclaren modifie son châssis MP4/1C pour installer le nouveau bloc à des fins d'essais. La voiture de test, MP4/1D, ne participe à aucune course car, pendant ces tests, l'équipe continue en compétition avec le Cosworth V8. Les résultats varient entre casse moteur, places hors des points et podiums. Watson en signe deux à Détroit et à Zandvoort. Entre-temps, la McLaren MP4/1D donne naissance à la nouvelle monoplace de course de l'écurie, la MP4/1E.

## Fin de saison avec la MP4/1E
À partir du Grand Prix des Pays-Bas, Lauda hérite de la nouvelle McLaren tandis que Watson doit attendre le Grand Prix suivant. Lors du Grand Prix d'Italie, les deux pilotes disposent de la MP4/1E. La monoplace souffre d'un manque de fiabilité : du Grand Prix des Pays-Bas au dernier Grand Prix de la saison, en Afrique du Sud, aucun des deux pilotes McLaren ne termine la moindre course à cause de freins défectueux, d'accidents ou de casses moteurs.

## Résultats en championnat du monde de Formule 1

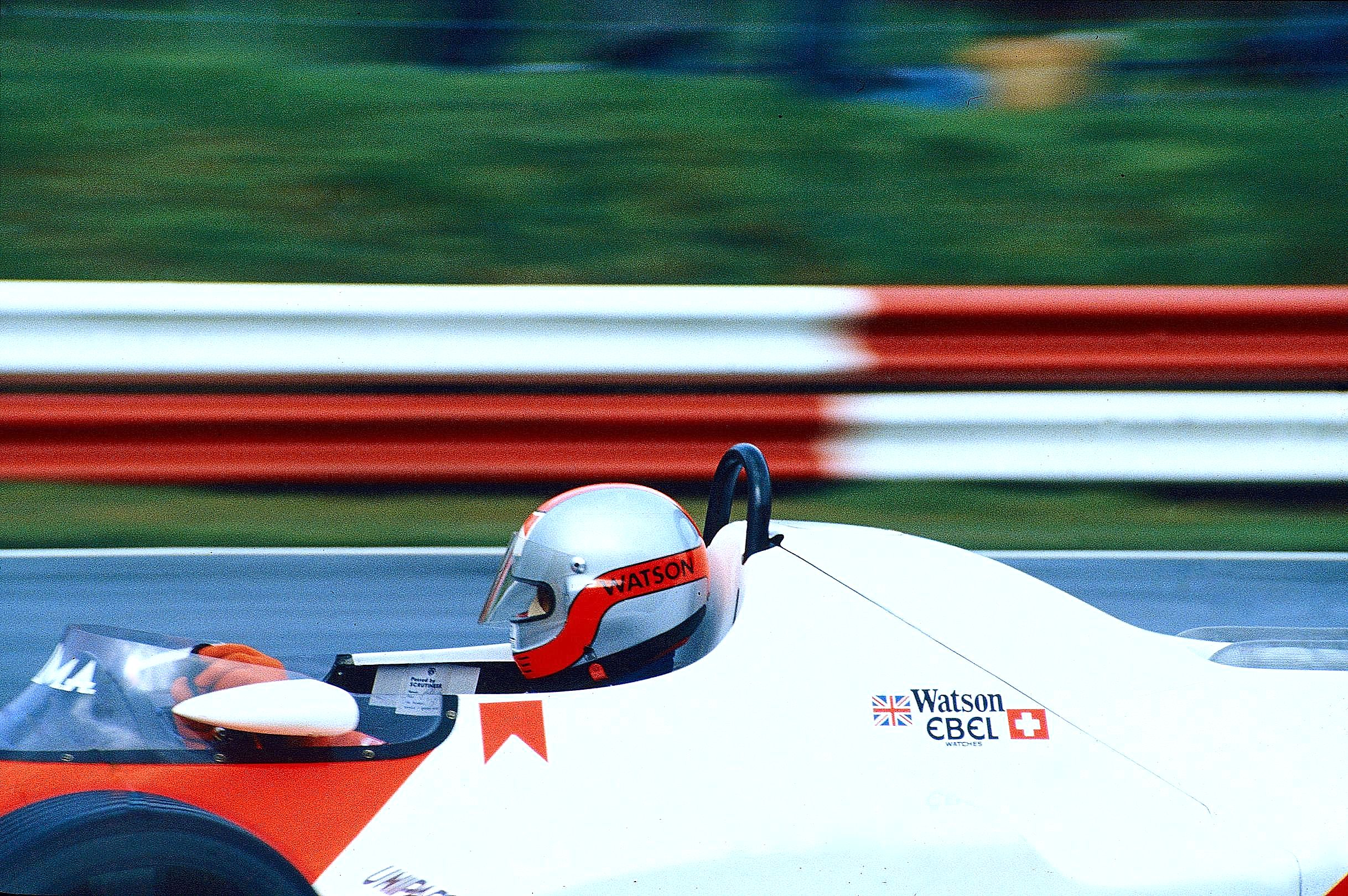
John Watson à bord de la McLaren MP4/1C lors de la Race of Champions 1983.

| Saison | Écurie                         | Moteur                                      | Pneus    | Pilotes       | Courses | Courses | Courses | Courses | Courses | Courses | Courses | Courses | Courses | Courses | Courses | Courses | Courses | Courses | Courses | Points inscrits | Classement |
| Saison | Écurie                         | Moteur                                      | Pneus    | Pilotes       | 1       | 2       | 3       | 4       | 5       | 6       | 7       | 8       | 9       | 10      | 11      | 12      | 13      | 14      | 15      | Points inscrits | Classement |
| ------ | ------------------------------ | ------------------------------------------- | -------- | ------------- | ------- | ------- | ------- | ------- | ------- | ------- | ------- | ------- | ------- | ------- | ------- | ------- | ------- | ------- | ------- | --------------- | ---------- |
| 1983   | Marlboro McLaren International | Ford Cosworth DFV V8 TAG Porsche V6 TTE-PO1 | Michelin |               | BRÉ     | EUO     | FRA     | SMR     | BEL     | MON     | EUE     | CAN     | GBR     | ALL     | AUT     | P-B     | ITA     | EUR     | AFS     | 34              | 5e         |
| 1983   | Marlboro McLaren International | Ford Cosworth DFV V8 TAG Porsche V6 TTE-PO1 | Michelin | John Watson   | Abd     | 1er     | Abd     | 5e      | Abd     | Nq      | 3e      | 6e      | 9e      | 5e      | 9e      | 3e      | Abd     | Abd     | Dsq     | 34              | 5e         |
| 1983   | Marlboro McLaren International | Ford Cosworth DFV V8 TAG Porsche V6 TTE-PO1 | Michelin | Niki Lauda    | 3e      | 2e      | Abd     | Abd     | Abd     | Nq      | Abd     | Abd     | 6e      | Dsq     | 6e      | Abd     | Abd     | Abd     | Abd     | 34              | 5e         |
| 1983   | Marlboro McLaren International | Ford Cosworth DFV V8 TAG Porsche V6 TTE-PO1 | Michelin | Stefan Bellof |         |         |         |         |         |         |         |         |         |         |         |         |         | Forf    |         | 34              | 5e         |

Légende : ici 